# The Girl Is Mine
The Girl Is Mine är en låt av Michael Jackson och Paul McCartney. Låten är skriven av Jackson och Quincy Jones, och finns med på Jacksons album Thriller som släpptes 1982. Låten släpptes som singel samma år.
"The Girl Is Mine" fick mycket kritik när den släpptes, då många ansåg att Jackson och Jones hade skrivit en låt för den "vita publiken". Men trots detta placerade sig låten högt på topplistorna världen över. Låten låg tvåa på Billboard-listan i USA, och nummer åtta i Storbritannien.
"The Girl Is Mine" spelades in 14-16 april 1982 i Westlakes Studios, Los Angeles.
1998 fann musikproducenten Rodney Jerkins och hans "Darkchild team" inspiration av låten och komponerade då en ny framgångsrik duett, "The Boy Is Mine", med R&B-sångerskorna Brandy och Monica.